# Doraemon: Giga Zombie no gyakushū
Doraemon: Giga Zombie no gyakushū (ドラえもん ギガゾンビの逆襲?, Doraemon - Giga Zonbi no gyakushū), anche conosciuto come Doraemon: The Revenge of Giga Zombie (titolo usato da una traduzione amatoriale), è un videogioco pubblicato esclusivamente in Giappone dalla Epoch per Famicom nel 1990. È il secondo videogioco ispirato ispirato al celebre manga Doraemon di Fujiko F. Fujio, e si tratta di un videogioco di ruolo alla giapponese sullo stile di Final Fantasy. Il giocatore controlla il personaggio di Doraemon il gatto robot, attraverso un'avventura in cui l'obiettivo finale sarà quello di fermare il crudele Giga Zombie.

## Accoglienza
Doraemon: Giga Zombie no gyakushū ha ottenuto un punteggio di 25/40 dalla rivista Famitsū, basato sulla somma dei punteggi (da 0 a 10) dati al gioco da quattro recensori della rivista.